# كارول بيكر (مغنية)
كارول بيكر هي مغنية وكاتبة غنائية كندية، ولدت في 4 مارس 1949.

## وصلات خارجية
- كارول بيكر على موقع ميوزك برينز (الإنجليزية)
- كارول بيكر على موقع أول ميوزيك (الإنجليزية)
- كارول بيكر على موقع ديسكوغز (الإنجليزية)